# Прапор Брюссельського столичного регіону
На прапорі Брюссельського столичного регіону зображений стилізована квітка півників. Спочатку це був півник золотого кольору на темно-синьому фоні за проєктом Жака Рішеза, який був обраний на публічному конкурсі в 1991 році.
9 січня 2015 року парламент Брюсселя затвердив новий прапор. Це стосувалося логотипу, який використовувався протягом кількох років як новий фірмовий стиль і складався з квітки півників із сірим серцем. Заради уніфікації парламент Брюсселя хотів, щоб для всіх зовнішніх комунікацій було одне зображення, тому вирішив також адаптувати прапор.
Кольори засновані на європейському прапорі, оскільки Брюссель є однією з офіційних столиць Європи.

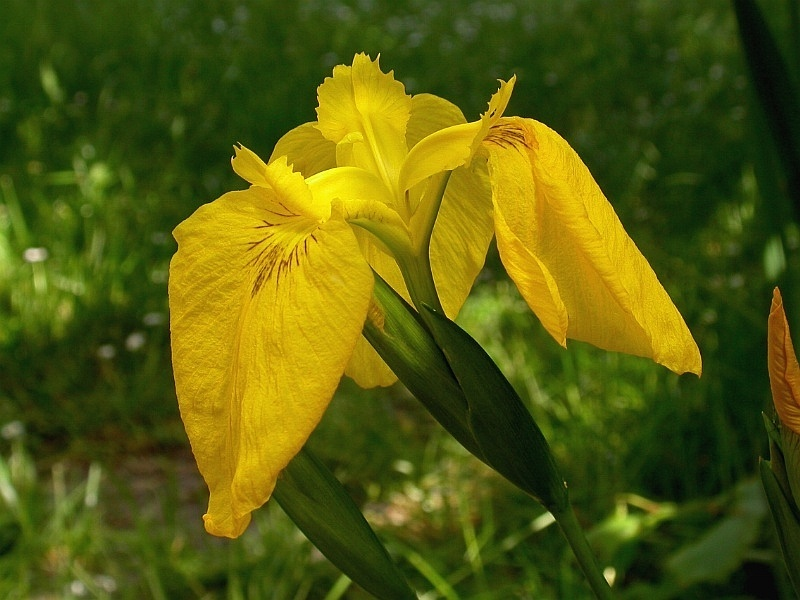
Iris pseudacorus (півники болотяні)

## Похідні прапори
Прапор Брюсселя поєднується з прапором Валлонії для створення прапор Франковомної спільноти Бельгії (COCOF) і з фламандським прапором для формування прапора Комісії фламандської спільноти (VGC).

Прапор COCOF
Прапор VGC

## Прапори комун

Прапор Андерлехта
Прапор Брюсселя
Прапор Ікселя
Прапор Еттербека
Прапор Евера
Прапор Гансгорена
Прапор Жета
Прапор Кукельберга
Прапор Одергема
Прапор Схарбека
Прапор Беркем-Сент-Агата
Прапор Сен-Жіля
Прапор Моленбек-Сен-Жана
Прапор Сен-Жосс-тен-Ноде
Прапор Волюве-Сен-Ламбера
Прапор Волюве-Сен-П'єра
Прапор Уккела
Прапор Форе
Прапор Ватермаль-Буафора